# Амущинский сельсовет
Амущинский сельсовет — административно-территориальная единица и муниципальное образование со статусом сельского поселения в Хунзахском районе Дагестана Российской Федерации.
Административный центр — село Амущи Большое.

## Население
| 2002  | 2010  | 2012  | 2013  | 2014  | 2015  | 2016  |
| ----- | ----- | ----- | ----- | ----- | ----- | ----- |
| 1618  | ↗1765 | ↗1768 | ↗1772 | ↘1771 | ↗1784 | ↘1766 |
| 2017  | 2018  | 2019  | 2020  | 2021  | 2023  | 2024  |
| ↗1780 | ↘1775 | ↗1797 | ↗1799 | ↘1569 | ↗1576 | ↗1593 |
| 2025  |       |       |       |       |       |       |
| ↗1596 |       |       |       |       |       |       |

## Состав
| № | Населённый пункт | Тип населённого пункта       | Население |
| - | ---------------- | ---------------------------- | --------- |
| 1 | Амущи Большое    | село, административный центр | ↘1376     |
| 2 | Амущи Малое      | село                         | ↘46       |
| 3 | Аркида           | село                         | ↗147      |